# Gary Willis
Gary Willis, född 28 mars 1957 i Longview, Texas, är en amerikansk basist och kompositör, kanske mest känd som grundare av jazz fusion-bandet Tribal Tech. Förutom sitt arbete med Tribal Tech har Willis arbetat med ett flertal olika jazzmusiker inklusive Wayne Shorter, Dennis Chambers, Lalle Larsson och Allan Holdsworth. 